# Монтанари, Джеминиано
Джеминиа́но Монтана́ри (итал. Geminiano Montanari, 1 июня 1633, Модена — 13 октября 1687, Падуя) — итальянский астроном и оптик, профессор математики в Болонье и Падуе. Наиболее известен тем, что около 1669 года обнаружил изменения блеска звезды Алголь (β Персея), тем самым он одним из первых открыл для науки класс переменных звёзд (ранее, в 1596 году, Фабрициус отметил, что переменная звезда Мира утратила видимость, и ошибочно принял её за новую звезду).
Сторонник экспериментального метода в науке. Одним из первых начал использовать нити в окуляре телескопа для точных астрономических измерений. Наблюдал кометы и метеоры. Первым предложил определять высоту гор с помощью барометра.
В честь учёного названы:
- Древний ударный кратер на видимой стороне Луны (1935 год).
- Астрономическая обсерватория «Джеминиано Монтанари» вблизи Модены (1972 год).

## Биография и научная деятельность
Родился в Модене в 1633 году в семье Джованни Монтанари и Маргериты Занаси. Ранние годы были омрачены смертью отца и троих братьев. Мальчик с детства увлекался геометрией, но ввиду сложного финансового положения семьи было решено, что он будет изучать право во Флоренции.
В период 1653—1656 Монтанари работал в юридической фирме адвоката Джакомо Федеричи, попутно изучая  картезианскую натурфилософию и выполняя первые научные наблюдения. Из-за скандальной дуэли в 1656 году Монтанари уехал в австрийский Зальцбург, где окончил факультет гражданского и канонического права. В венском дворе в 1657 году он встретился с флорентийским математиком Паоло дель Буоно, одним из последних учеников Галилея, который познакомил его с актуальными математическими и астрономическими исследованиями; вместе они проводили многочисленные физические исследования на самые разные темы.
Из-за семейных проблем Монтанари пришлось вернуться в Италию в 1658 году. После краткого пребывания в Модене (1659—1661) он вернулся во Флоренцию, где познакомился с тосканским принцем, любителем науки и меценатом Леопольдо Медичи и членами Академии дель Чименто. В частности, он подружился с академиками Антонио Мальябеки, Франческо Реди, Нильсом Стенсеном, Винченцо Вивиани, а также с двумя братьями Паоло дель Буоно, опытными оптиками. Они вместе проводили наблюдения за недавно обнаруженными кольцами Сатурна.
В 1660-е годы Монтанари становится не только авторитетным астрономом, но и квалифицированным прикладным оптиком. Он изготовил множество оптических инструментов — микроскопов, линз, телескопов и «волшебных фонарей». В 1659 году он женился, и жена Элизабетта стала его главным помощником — она могла лично шлифовать линзы.
В 1664 году Монтанари был назначен на кафедру математических наук в Болонском университете, где преподавали такие светила науки, как Гримальди, Риччиоли, Мальпиги, Кассини и Менголи. В этот период Монтанари провёл серию наблюдений движения Луны. Монтанари составил очень точную для того периода карту Луны, используя вставки в окуляр телескопа. Другой темой его исследований была капиллярность. Монтанари выдвинул предположение, что вязкость жидкости зависит от формы составляющих её частиц. Он мало интересовался метафизикой, предпочитая получать решения научных проблем с помощью экспериментов. В частности, он экспериментально продемонстрировал закон уменьшения интенсивности света обратно пропорционально квадрату расстояния и оценил разрешающую способность человеческого глаза (1667 год).
В 1669 году Кассини уехал во Францию, и Монтанари занял его кафедру астрономии в Болонском университете. Одной из обязанностей Монтанари в Болонье было составление астрологического альманаха; Монтанари к астрологии относился скептически и решил устроить мистификацию — выпустил астрологический альманах, содержащий предсказания, подобранные наугад, чтобы показать, что предсказания, сделанные случайно, будут выполнены с такой же вероятностью, как и сделанные по канонам астрологии.
Монтанари наблюдал многие кометы, в том числе Большую комету 1680 года. Данные Монтанари дважды упоминаются в третьем томе ньютоновских «Математических начал натуральной философии». В 1664 году он измерил параллакс кометы и пришёл к выводу, что она, вопреки Аристотелю, намного дальше Луны. Монтанари выдвинул гипотезу, что кометы не являются устойчивыми телами, а представляют собой кратковременные конденсации космического эфира, Монтанари одним из первых исследовал явление «огненных шаров» (болидов) и описал грандиозный болид 31 марта 1676 года,. Монтанари восстановил его траекторию и установил, что начальная высота и скорость движения болида исключают традиционное представление о земной природе явления.
Ухудшение финансового состояния Болонского университета и постоянные стычки с иезуитами вынудили Монтанари принять предложение Венецианской республики занять в Падуе специально созданную кафедру «астрономии и метеоров» с оплатой 400 флоринов в год. В 1679 году Монтанари переехал в Падую; об этом периоде его жизни информации почти не сохранилось. Известно только, что в 1682 году он наблюдал «комету Галлея», а также занимался строительством новой обсерватории и (по заданию правительства) военными, гидрографическими и экономическими исследованиями. Резко выступал против астрологии и запретил её преподавание в университете; в 1685 году опубликовал антиастрологический трактат « L’Astrologia convinta di falso».
В 1680 г. Монтанари опубликовал работу «Монетный двор на службе государства», которая вызвала интерес и вскоре была переиздана. В этом труде он доказывал, что настоящая мера стоимости вещей — желания людей.
В конце жизни страдал от болей в суставах и проблем со зрением. В 1683 году произошёл, по-видимому, инсульт, после которого Монтанари частично утратил дар речи. Умер в 1687 году от апоплексического удара. Похоронен в Падуе в церкви Сан-Бенедетто-деи-Моначи Оливетани.

## Труды
- Pensieri fisico-matematici (1667)

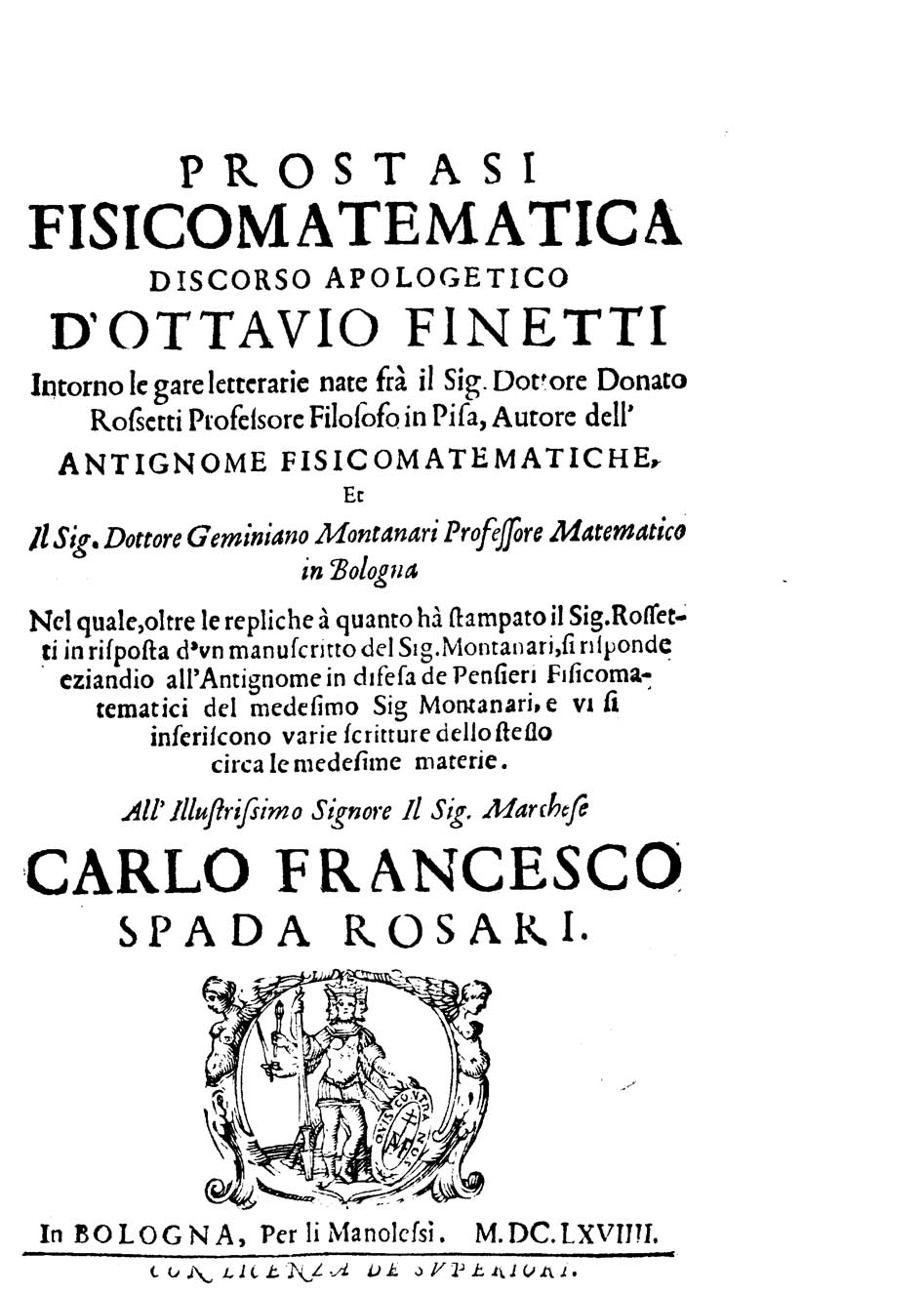
Prostasi fisicomatematica, 1669

- La Livella Diottrica (The Spirit Level) (1674)
- Trattato mercantile delle monete (1680)
- Montanari, Geminiano. Pensieri fisico-matematici intorno diversi effetti de' liquidi in cannuccie di vetro e altri vasi (итал.). — In Bologna: Emilio Maria & fratelli Manolessi, 1667.

- Montanari, Geminiano. Prostasi fisicomatematica. — In Bologna: Emilio Maria & fratelli Manolessi, 1669.

- Montanari, Geminiano. Speculazioni fisiche sopra gli effetti di que' vetri temprati che rotti in una parte si risolvono in polvere (итал.). — In Bologna: Emilio Maria & fratelli Manolessi, 1671.

- Montanari, Geminiano. Copia di lettera scritta all'illustrissimo Gio[vanni Giuseppe Orsi] (итал.). — In Bologna: Emilio Maria & fratelli Manolessi, 1676.

- Montanari, Geminiano. Fiamma volante gran meteora veduta sopra l'Italia la sera del 31 marzo 1676 (итал.). — In Bologna: Emilio Maria & fratelli Manolessi, 1676.

- Montanari, Geminiano. Lezione academica havuta nell'Academia di s.a. reale in Torino il giorno 5 marzo 1678 (итал.). — In Torino, & in Bologna: Emilio Maria & fratelli Manolessi, 1678.

- Montanari, Geminiano. Copia di due lettere scritte all'illustrissimo signor Antonio Magliabechi sopra i moti, e le apparenze delle due comete ultimamente apparse sul fine di nouembre 1680, nelle costellazioni di Vergine e Libra, e sul fine di decembre in quella di Capricorno (итал.). — 1681.

- Montanari, Geminiano. Astrologia convinta di falso col mezzo di nuove esperienze e ragioni fisico-astronomiche, o' sia La caccia del frugnuolo (итал.). — In Venetia: Francesco Nicolini, 1685.

- Montanari, Geminiano. Discorso sopra la tromba parlante del signor dottore Geminiano Montanari professore delle matematiche in Padova. Aggiontovi un trattato postumo del mare Adriatico, e sua corrente esaminata, co la naturalezza de fiumi scoperta, e con nove forme di ripari corretta (итал.). — In Venetia: per Girolamo Albrizzi, 1715.